# Stop! (album Sam Brown)
Stop! è il primo album in studio della cantautrice inglese Sam Brown, pubblicato nel 1988.

## Tracce
1. Walking Back to Me – 3:40
2. Your Love Is All – 4:09
3. Stop! – 4:53
4. It Makes Me Wonder – 4:33
5. This Feeling – 3:21
6. Tea – 0:41
7. Piece of My Luck – 3:00
8. Ball and Chain – 4:34
9. Wrap Me Up – 3:10
10. I'll Be In Love – 5:16
11. Merry Go Round – 3:07
12. Sometimes You Just Don't Know – 3:05